# Kenichiro Hirata
Kenichiro Hirata (平田 拳一朗 Hirata Ken'ichirō?, nacido el 12 de junio de 1991 en Yamaguchi) es un futbolista japonés que se desempeña como centrocampista.

## Trayectoria

### Clubes
| Club                | País   | Año         |
| ------------------- | ------ | ----------- |
| Mislata CF          | España | 2014 - 2015 |
| AD Parla            | España | 2015 - 2016 |
| FC Ryukyu           | Japón  | 2016        |
| FC Maruyasu Okazaki | Japón  | 2017        |

## Estadística de carrera

### J. League
| Club      | Año   | J. League | J. League | Copa J. League | Copa J. League | Total | Total |
| Club      | Año   | Part.     | Goles     | Part.          | Goles          | Part. | Goles |
| --------- | ----- | --------- | --------- | -------------- | -------------- | ----- | ----- |
| FC Ryukyu | 2016  | 21        | 2         | -              | -              | 21    | 2     |
| Total     | Total | 21        | 2         | 0              | 0              | 21    | 2     |